# Lucas County (Iowa)
Das Lucas County ist ein County im US-Bundesstaat Iowa. Bei der Volkszählung im Jahr 2020 hatte das County 8.634 Einwohner und eine Bevölkerungsdichte von 7,4 Einwohnern pro Quadratkilometer. Der Verwaltungssitz (County Seat) ist Chariton, benannt nach dem Chariton River.

## Geographie
Das County liegt im Süden von Iowa, ist etwa 40 km von Missouri entfernt und hat eine Fläche von 1.124 Quadratkilometern, wovon neun Quadratkilometer Wasserfläche sind. Es grenzt an folgende Nachbarcountys:
| Warren County  |              | Marion County    |
| Clarke County  |              | Monroe County    |
| Decatur County | Wayne County | Appanoose County |

## Geschichte

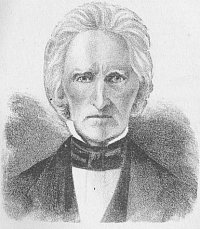
R. Lucas

Das Lucas County wurde 1846 aus ehemaligen Teilen des Monroe County gebildet. Benannt wurde es nach Robert Lucas (1781–1853), einem Gouverneur von Ohio (1832–1836) und späteren Territorialgouverneur von Iowa (1838–1841).

16 Bauwerke und Stätten des Countys sind im National Register of Historic Places eingetragen.

## Religion
Die Herz-Jesu-Kirche (Sacred Heart Church) in Chariton ist die einzige katholische Kirche in Lucas County. Sie gehört zum Bistum Des Moines.

## Demografische Daten
Nach der Volkszählung im Jahr 2010 lebten im Lucas County 8.898 Menschen in 3.626 Haushalten. Die Bevölkerungsdichte betrug 8 Einwohner pro Quadratkilometer.
Ethnisch betrachtet setzte sich die Bevölkerung zusammen aus 98,6 Prozent Weißen, 0,2 Prozent Afroamerikanern, 0,2 Prozent amerikanischen Ureinwohnern, 0,2 Prozent Asiaten sowie aus anderen ethnischen Gruppen; 0,6 Prozent stammten von zwei oder mehr Ethnien ab. Unabhängig von der ethnischen Zugehörigkeit waren 1,0 Prozent der Bevölkerung spanischer oder lateinamerikanischer Abstammung.
In den 3.626 Haushalten lebten statistisch je 2,57 Personen.
24,4 Prozent der Bevölkerung waren unter 18 Jahre alt, 55,4 Prozent waren zwischen 18 und 64 und 20,2 Prozent waren 65 Jahre oder älter. 50,2 Prozent der Bevölkerung war weiblich.

Das jährliche Durchschnittseinkommen eines Haushalts lag bei 38.122 USD. Das Prokopfeinkommen betrug 19.510 USD. 16,7 Prozent der Einwohner lebten unterhalb der Armutsgrenze.

## Orte im Lucas County
Citys
- Chariton
- Russell
- Williamson

Unincorporated Communitys
| - Bethlehem - Derby - Last Chance - Lucas | - New York - Norwood - Oakley |

## Gliederung
Das Lucas County ist in 12 Townships eingeteilt:
| - Benton Township - Cedar Township - English Township - Jackson Township | - Liberty Township - Lincoln Township - Otter Creek Township - Pleasant Township | - Union Township - Warren Township - Washington Township - Whitebreast Township |

Die Stadt Chariton gehört keiner Township an.